# Mix Diskerud
Mikkel Morgenstar Pålssønn Diskerud (Oslo, Noruega, 2 de octubre de 1990), más conocido como Mix Diskerud, es un exfutbolista estadounidense que era centrocampista en el A. C. Omonia Nicosia de la Primera División de Chipre.
Antes de pasar a la Premier, pasó toda su carrera deportiva en la Tippeligaen noruega, en donde jugó para el Rosenborg Ballklub y el Stabaek y en la Major League Soccer, donde jugó en el New York City Football Club. A nivel internacional, ha jugado tanto para los equipos juveniles de Estados Unidos como de Noruega, pero decidió representar a los Estados Unidos a nivel absoluto.

## Trayectoria

### Stabæk

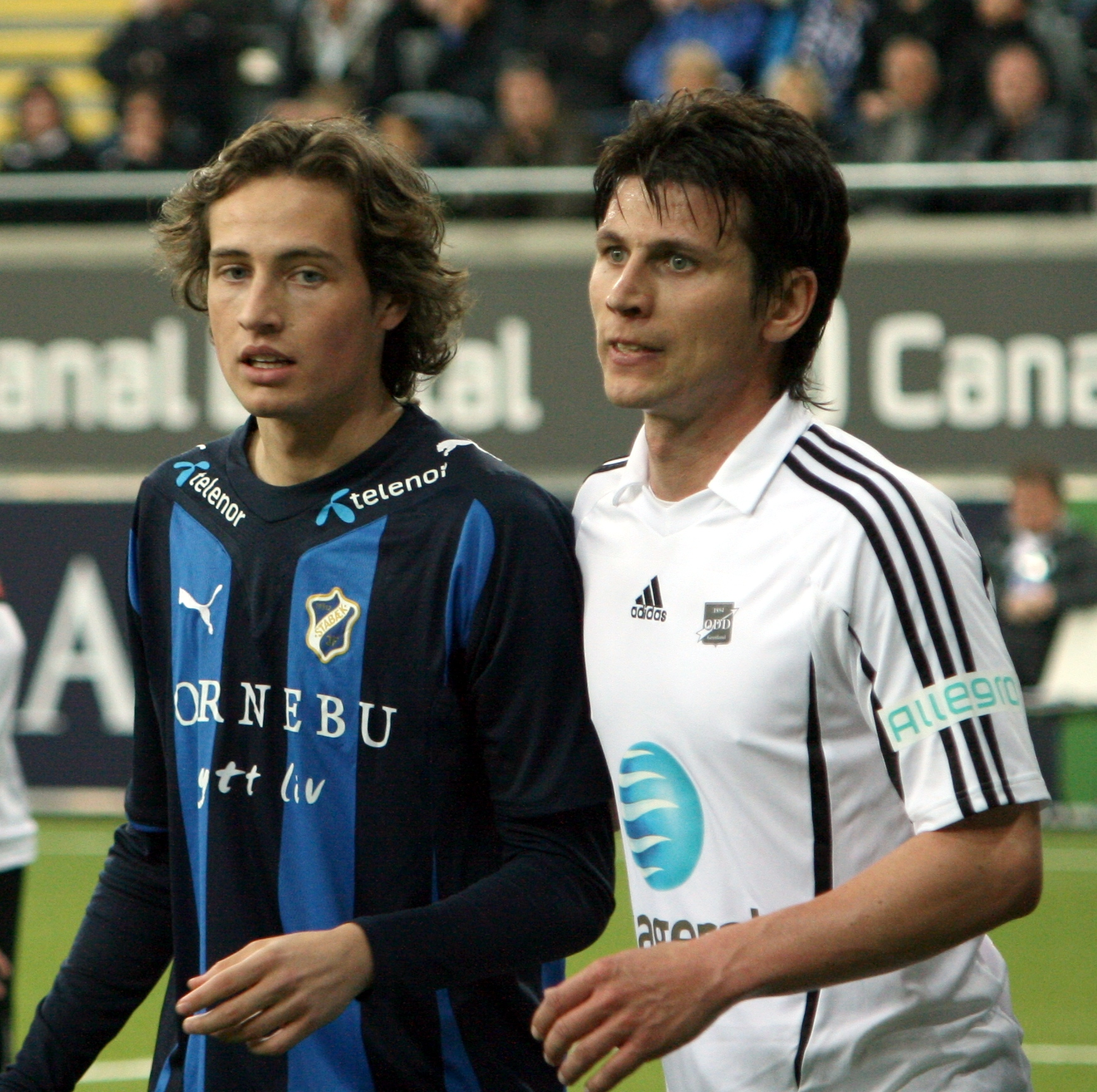
Diskerud (izquierda) jugando para el Stabæk en 2009

Diskerud comenzó su carrera en el Frigg FK, y fue descubierto por el Stabæk durante un campeonato distrital en Oslo. Se unió a su equipo juvenil en 2005 al mismo tiempo que iba a una escuela deportiva. En la temporada 2006 comenzó a jugar en forma regular para el filial en la Segunda División de Noruega, haciéndolo durante las siguientes dos temporadas. En 2008 fue fundamental en la victoria del equipo en la Copa de Noruega Junior Sub-19.
Debutó con el primer equipo en la Copa de Noruega de Fútbol en 2008 en un partido contra el Vestfossen IF. Posteriormente jugó como titular en la Copa La Manga en 2009, marcando a los dos minutos de partido. También jugó como sustituto en la Super Final de Noruega una semana antes del inicio de la liga. Después de no haber visto acción en el primer partido, debutó en la liga en el partido contra el SK Brann, entrando desde el banquillo y marcando el gol del empate casi al final del partido. Jugó su primer partido en la UEFA Champions League a sus 18 años, el 15 de julio de 2009 cuando el Stabæk visitó al KF Tirana.
Tras pasar la temporada 2009 siendo suplente, se convirtió en titular indiscutible a partir de la temporada 2010.

### KAA Gante
El 31 de enero de 2012, en parte influenciados por su mala situación económica, el Stabæk acordó ceder a Diskerud al KAA Gante de la Primera División de Bélgica para seis meses con opción de compra. Diskerud hizo su debut con el Gante el 18 de febrero de 2012, jugando 76 minutos en el empate 1-1 contra el Sporting Lokeren. Al concluir la temporada con tan solo 7 partidos jugados, el Gante decidió no ejercer la opción de compra de Diskerud.

### Rosenborg
El 9 de agosto de 2012, Diskerud regresó a la Tippeligaen, firmando un contrato con el Rosenborg Ballklub para el resto del año 2012. Diskerud hizo su debut el 12 de agosto de 2012, entrando en el minuto 62 del segundo tiempo en la victoria 3-0 sobre el Sogndal.
Diskerud debutó en competiciones europeas con el Rosenborg el 23 de agosto de 2012, jugando los noventa minutos en el empate 1-1 contra el Legia de Varsovia en el play-off de la Liga Europa de la UEFA. Una semana después marcó el gol de la victoria que llevó al Rosenborg a la fase de grupos del torneo, venciendo 2-1 al Legia en Noruega. Anotó su primer gol en la Tippeligaen con el Rosenborg el 28 de septiembre de 2012 en la victoria 5-2 ante el FK Haugesund.
Una vez concluida la temporada 2012 y expirado su contrato con el club de Trondheim, Diskerud atrajo el inusual interés de un club de la Major League Soccer, los Portland Timbers, el cual, a partir de 2013, es dirigido por Caleb Porter. Porter fue entrenador del noruego-estadounidense con la selección sub-23 de Estados Unidos. Finalmente terminó rechazando esa oferta y firmando una extensión de su contrato con el Rosenborg para dos años más antes de comenzar la temporada 2013 de la Tippeligaen.
Diskerud comenzó la temporada 2014 de la Tippeligaen desde el banquillo, entrando en el segundo tiempo del primer partido del año frente al Viking y marcando un gol en el empate a 2. Después de participar en la Copa del Mundo 2014 en Brasil con Estados Unidos, Diskerud marcó un gol entrando desde el banquillo en su primer partido de regreso con el Rosenborg en la victoria 2-0 sobre el FK Jelgava en el play-off de la Liga Europa.

### New York City Football Club
Tras decidir no renovar su contrato con el Rosenborg a finales de 2014, Diskerud fichó por la nueva franquicia de la Major League Soccer, el New York City Football Club, el 13 de enero de 2015. Hizo su debut en el primer partido de la temporada 2015, anotando además el primer gol en la historia del club en el empate 1-1 frente al Orlando City SC el 8 de marzo.

## Selección nacional

### Selecciones juveniles
La madre de Diskerud es de Arizona, lo que lo hace disponible para representar tanto a Estados Unidos como a Noruega. En abril de 2008 jugó un campeonato para la selección sub-20 de los Estados Unidos, completando tres asistencias durante un partido contra Irlanda del Norte. Un mes después jugó para el equipo sub-20 noruego, justamente contra Estados Unidos. En 2009 jugó tanto para el equipo noruego sub-19 como para el equipo estadounidense sub-20.
En febrero de 2009, cuando se le preguntó sobre sus planes sobre la selección, el contestó que representaría a cualquiera de los dos países. Uso las palabras "por orden de llegada", dando a entender que respondería al país que lo llame primero. En marzo de 2009 indicó que se "sentía estadounidense" y que aceptaría cualquier llamado, pero que no había tenido comunicación con la Federación de Fútbol de los Estados Unidos desde el torneo juvenil en Portugal hacía once meses. Solo unas semanas después, a mediados de abril, después de varias presentaciones importantes con su club noruego, Stabæk, en el principio de la temporada 2009, fue contactado por la federación estadounidense para un campamento de entrenamiento de la selección sub-20 en mayo. No obstante, tuvo que rechazar la invitación debido a su rol importante en su club y el hecho que el campamento caía justo en medio de la temporada del fútbol noruego. Sin embargo, Diskerud viajó con el equipo estadounidense sub-20 a Egipto en junio de 2009 para uno de dos amistosos, anotando su primer gol con la selección sub-20 en el primero de los amistosos contra Egipto. Su participación el amistoso contra Egipto lo llevó a tomar su decisión final sobre su futuro con la selección, diciendo "Soy noruego-estadounidense. Me encantaría jugar para ambos países, pero no puedo. Dije que respondería por orden de llegada, para dejar que el destino tome el control, supongo. Mi agente ha informado a mi club y a la federación noruega de mi decisión..."

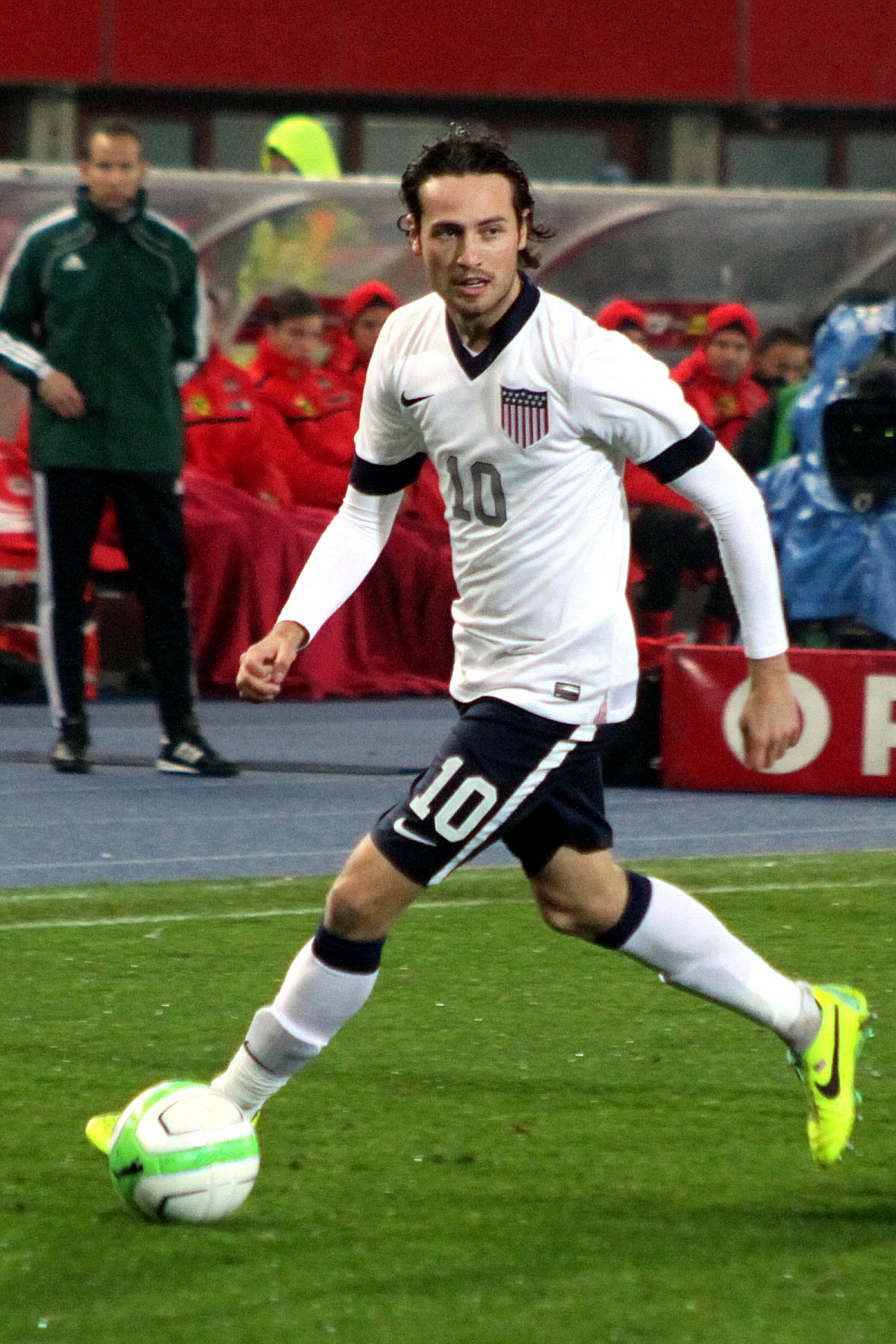
Diskerud jugando con los Estados Unidos en 2013

El 6 de enero de 2012, Mikkel Diskerud fue llamado por el entrenador de la selección estadounidense sub-23, Caleb Porter, al campamento del mes enero en preparación para el torneo preolímpico de la CONCACAF. Anotó su primer gol y registró su primera asistencia con la selección sub-23 de los Estados Unidos el 29 de febrero de 2012, en la victoria 2-0 en el amistoso contra la selección sub-23 de México. El 12 de marzo de 2012, Diskerud fue llamado al grupo preliminar de 19 jugadores que conformó el equipo que jugó las eliminatorias de la CONCACAF para las Olimpiadas en Londres. Diskerud jugó como titular los tres partidos de los Estados Unidos en la fase de grupos del torneo antes de quedar eliminados.

### Selección absoluta
El 11 de noviembre de 2010 recibió su primera convocatoria a la selección absoluta, cuando Bob Bradley lo incluyó en la nómina de Estados Unidos para el partido amistoso de la Nelson Mandela Challenge Cup contra Sudáfrica. Diskerud debutó en ese partido, el 17 de noviembre, entrando desde el banquillo y sirviendo el pase para el gol de Juan Agudelo que les daría la victoria.
El 12 de noviembre de 2012 fue llamado nuevamente a la selección norteamericana para un partido amistoso frente a Rusia en Krasnodar tras casi dos años de ausencia. Diskerud entró en los minutos finales de este partido y marcó su primer gol con la selección en el descuento, igualando definitivamente el partido a 2.
Diskerud fue incluido en la lista provisional de 35 jugadores que representarían a Estados Unidos en la Copa de Oro de la Concacaf 2013 en mayo de ese año, y confirmado entre los definitivos 23 el 27 de junio, haciendo de esta la primera ocasión en que fue llamado a un torneo oficial con la selección norteamericana. Ligó en forma permanente su futuro internacional a los Estados Unidos cuando fue titular en el primer partido de esta selección por la Copa Oro frente a Belice.
Diskerud jugó en casi todos los partidos del torneo, incluyendo en la final en la que los Estados Unidos vencieron 1-0 a Panamá, entrando desde el banquillo en reemplazo del lesionado Stuart Holden.
El 29 de agosto de 2013 fue convocado por primera vez para partidos de clasificación para la Copa Mundial de Fútbol de 2014, para dos encuentros importantes frente a Costa Rica y México. Diskerud asistió en el segundo gol de Estados Unidos en la victoria 2-0 sobre México, asegurando así el boleto a la Copa del Mundo para su selección.
El 12 de mayo de 2014, el entrenador de la selección estadounidense Jürgen Klinsmann incluyó a Diskerud en la lista provisional de 30 jugadores para la Copa Mundial de Fútbol de 2014. Finalmente, fue incluido en la lista definitiva de 23 jugadores el 22 de mayo. Ante la ausencia de Landon Donovan en el torneo, Diskerud vistió el número de 10 en su camiseta en Brasil. No obstante, Diskerud no llegaría a jugar ningún minuto durante el Mundial.
Diskerud volvió a marcar con Estados Unidos pocos meses después de terminar el Mundial, consiguiendo el único gol de su equipo en el empate 1-1 frente a Ecuador, partido que también fue el último de Landon Donovan con la selección norteamericana.

### Participaciones en Copas del Mundo
| Mundial                        | Sede   | Resultado        |
| ------------------------------ | ------ | ---------------- |
| Copa Mundial de Fútbol de 2014 | Brasil | Octavos de final |

### Participaciones en Copas de Oro
| Torneo                          | Sede           | Resultado    |
| ------------------------------- | -------------- | ------------ |
| Copa de Oro de la Concacaf 2013 | Estados Unidos | Campeón      |
| Copa de Oro de la Concacaf 2015 | Estados Unidos | Cuarto lugar |

### Goles con la selección absoluta
| #  | Fecha                   | Lugar                                    | Oponente    | Gol   | Resultado | Competición                     |
| -- | ----------------------- | ---------------------------------------- | ----------- | ----- | --------- | ------------------------------- |
| 1. | 14 de noviembre de 2012 | Estadio Kuban, Krasnodar, Rusia          | Rusia       | 2 – 2 | 2 – 2     | Amistoso                        |
| 2. | 21 de julio de 2013     | M&T Bank Stadium, Baltimore, EE. UU.     | El Salvador | 5 – 1 | 5 – 1     | Copa de Oro de la Concacaf 2013 |
| 3. | 27 de mayo de 2014      | Candlestick Park, San Francisco, EE. UU. | Azerbaiyán  | 1 – 0 | 2 – 0     | Amistoso                        |
| 4. | 10 de octubre de 2014   | Rentschler Field, Hartford, EE. UU.      | Ecuador     | 1 – 0 | 1 – 1     | Amistoso                        |
| 5. | 18 de noviembre de 2014 | Aviva Stadium, Dublín, Irlanda           | Irlanda     | 1 – 1 | 1 – 4     | Amistoso                        |
| 6. | 10 de junio de 2015     | RheinEnergieStadion, Colonia, Alemania   | Alemania    | 1 – 1 | 2 – 1     | Amistoso                        |

## Clubes
| Club                         | País           | Año       |
| ---------------------------- | -------------- | --------- |
| Stabæk                       | Noruega        | 2008-2012 |
| K. A. A. Gent (cedido)       | Bélgica        | 2012      |
| Rosenborg                    | Noruega        | 2012-2014 |
| New York City F. C.          | Estados Unidos | 2015-2017 |
| IFK Göteborg (cedido)        | Suecia         | 2017      |
| Manchester City F. C.        | Inglaterra     | 2018-2021 |
| IFK Göteborg (cedido)        | Suecia         | 2018      |
| Ulsan Hyundai F. C. (cedido) | Corea del Sur  | 2018-2019 |
| Helsingborgs IF (cedido)     | Suecia         | 2020-2021 |
| Denizlispor                  | Turquía        | 2021      |
| A. C. Omonia Nicosia         | Chipre         | 2021-     |

## Palmarés

### Títulos nacionales
| Título              | Club                 | País    | Año  |
| ------------------- | -------------------- | ------- | ---- |
| Superfinalen        | Stabæk               | Noruega | 2009 |
| Supercopa de Chipre | A. C. Omonia Nicosia | Chipre  | 2021 |
| Copa de Chipre      | A. C. Omonia Nicosia | Chipre  | 2022 |
| Copa de Chipre      | A. C. Omonia Nicosia | Chipre  | 2023 |